# Dalton (Pennsylvanie)
Pour les articles homonymes, voir Dalton.
Dalton est un borough des États-Unis en Pennsylvanie. Il se trouve à moins de dix kilomètres au nord de Scranton dans le comté de Lackawanna. Sa population était de 1 234 habitants au recensement de 2010.